# Sezemice (district de Mladá Boleslav)
Pour les articles homonymes, voir Sezemice.
Sezemice (en allemand : Sezemitz) est une commune du district de Mladá Boleslav, dans la région de Bohême-Centrale, en République tchèque. Sa population s'élevait à 127 habitants en 2020.

## Géographie
Sezemice se trouve à 7 km au nord-nord-est de Mnichovo Hradiště, à 21 km au nord-nord-est de Mladá Boleslav et à 69 km au nord-est de Prague.
La commune est limitée par Kobyly au nord et à l'est, par Svijanský Újezd et Loukov au sud-est, par Koryta au sud et par Chocnějovice à l'ouest.

## Histoire
La première mention écrite de la localité date de 1115.

## Administration
La commune se compose de deux quartiers :
- Jirsko 1.díl
- Sezemice

## Transports
Par la route, Sezemice se trouve à 10 km de Mnichovo Hradiště, à 28,5 km de Mladá Boleslav et à 84 km du centre de Prague.